# 封衡
封衡（？—？），字百华，勃海郡蓨县（今河北省衡水市景县）人，前燕中书监封裕之子，前燕、前秦、后燕官员。

## 生平
封衡不吝惜钱财，喜好施舍，虚龄十多岁的时候，见到一个老年人在路上挑担子，将他带回家，对父亲封裕说：“赵宣子施舍一顿饭，在《春秋》上出名。应该给这老人一座住宅，一名奴仆，每天供给赡养让他颐养天年。”封裕敬重封衡的志向，同意了他。封衡长大后身高八尺，有智谋策略。建元六年十二月甲寅（371年1月16日），封衡在前秦灭亡后被迁居到长安，苻坚任命封衡出任尚书郎。封衡之后在后燕出任右司马，转任安东将军。建元二十年（384年）四月，慕容垂攻打邺城时久攻不下，封衡请求挖掘漳河水淹邺城，慕容垂认为对，于是就攻克了邺城的外城。建兴元年（386年），慕容垂称帝，任命中山尹封衡出任吏部尚书。